# Campodoro
Campodoro ist eine nordostitalienische Gemeinde (comune) mit 2599 Einwohnern (Stand 31. Dezember 2023) in der Provinz Padua in Venetien. Die Gemeinde liegt etwa 12,5 Kilometer nordwestlich von Padua und etwa 16,5 Kilometer ostsüdöstlich von Vicenza. Die Gemeinde grenzt unmittelbar an die Provinz Vicenza.

## Geschichte
1231 wurde die Gemeinde erstmals urkundlich erwähnt.

## Persönlichkeiten
- Renato Ziggiotti (1892–1983), Salesianer

## Gemeindepartnerschaft
- Douradina, Mato Grosso do Sul (seit 1988)